# Hanns Martin Schleyer
Hanns-Martin Schleyer (Offenburg, Baden, 1 de mayo de 1915 – cerca de Mulhouse, 18 de octubre de 1977) fue un dirigente empresarial alemán y antiguo oficial nazi de las Schutzstaffel (SS). Fue representante de la Industria alemana, ejerciendo como Presidente de dos organizaciones muy influyentes: la Confederación de Asociaciones de Patronos Alemanes (Bundesvereinigung der Deutschen Arbeitgeberverbände, BDA) y la Federación de Industriales Alemanes (Bundesverband der Deutschen Industrie, BDI). Se convirtió en el enemigo de numerosos elementos radicales del movimiento estudiantil alemán debido tanto a su rol en las organizaciones de empresarios como a su pasado como oficial de las SS.
Fue secuestrado el 5 de septiembre de 1977 por el grupo revolucionario alemán denominado Fracción del Ejército Rojo (RAF) y asesinado mes y medio después de que el Gobierno federal de Alemania no cumpliera las demandas de los terroristas de la RAF. El secuestro y asesinato fue el clímax de la insurgencia de la RAF en Alemania occidental conocida como el "Otoño Alemán".

## Biografía

### Juventud
Nacido en Offenburg (Baden), Schleyer creció en una familia nacionalista y conservadora. Su padre fue juez y su tatara-tío quien fue conocido como Johann Martin Schleyer, un renombrado sacerdote católico que inventó el lenguaje Volapük.
En 1939, obtuvo el Doctorado en la Universidad de Innsbruck.
De 1931 a 1933 Hanns-Martin Schleyer fue miembro de las Juventudes Hitlerianas, la organización juvenil del Partido Nazi o NSDAP. Posteriormente se unió a las SS el 1 de julio de 1933 con el rango de SS Untersturmführer. También en 1933 empezó a estudiar Derecho en la Universidad de Heidelberg. Se unió al Corps Suevia, una fraternidad universitaria. Cuando el Corps Suevia se negó a expulsar a miembros judíos, Schleyer dejó la fraternidad. Durante sus estudios, estuvo comprometido con el movimiento nazi estudiantil.[cita requerida] Desde el principio, su mentor fue el líder nazi Gustav Adolf Scheel.[cita requerida] En 1937, se unió formalmente al NSDAP. Primero fue Presidente del Studentenwerk de la Universidad de Heidelberg, es decir la organización para servicios sociales para los estudiantes. Después, en 1938, el Reichsstudentenführer Scheel lo envió luego del Anschluss hacia Austria, donde ocupó la misma posición en la Universidad de Innsbruck. En 1939 se doctoró.
En 1939, Schleyer se casó con Waltrude Ketterer (1916-2008), la hija de un físico, Consejero de la Ciudad de Múnich y miembro de las Sturmabteilung (SA), el Obergruppenführer Emil Ketterer. Tuvieron cuatro hijos.
Durante la Segunda Guerra Mundial, Schleyer fue conscripto y estuvo destinado por algún tiempo en el Frente Occidental.[cita requerida] Después de herirse el hombro, fue dado de baja y nombrado Presidente del Studentenwerk de Praga. En esta posición, conoció a Bernhard Adolf, uno de los líderes económicos del Protectorado de Bohemia y Moravia, quien llevó a Schleyer hacia la Asociación de Industriales de Bohemia y Moravia en 1943. Schleyer se hizo un delegado importante y consejero de Bernhard Adolf.[cita requerida] El 5 de mayo de 1945, Schleyer escapó de la ciudad, cuando estalla el levantamiento de Praga.

### Líder industrial de Alemania Occidental
De 1945 a 1948 Schleyer permaneció como prisionero de guerra de Francia, porque había tenido el rango de subteniente (Untersturmführer) en las SS. En 1948 fue repatriado a Alemania occidental.

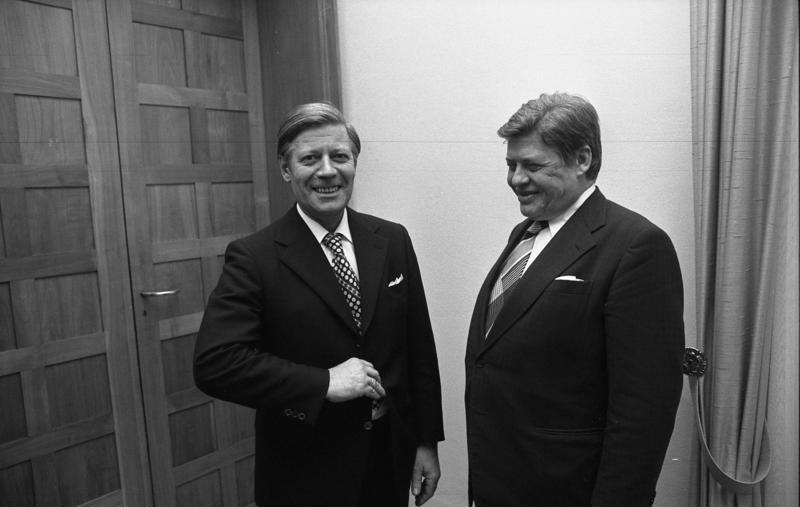
Schleyer junto al canciller Helmut Schmidt, hacia 1974.

En 1949 se convirtió en secretario de la Cámara de Comercio de Baden-Baden. En 1951, Schleyer se unió a la Daimler-Benz, donde hizo carrera escalando posiciones con la ayuda de su mentor Fritz Könecke, hasta ser miembro del cuerpo de directores. A finales de la década de 1960, casi fue nombrado Presidente del Directorio, pero perdió la elección ante Joachim Zahn. Posteriormente, Schleyer estuvo más envuelto en la asociación de patronos y fue nombrado líder de las asociaciones de patronos e industriales. Fue nombrado Presidente de las dos Federaciones.
Su actuación intransigente durante las protestas industriales de la década de los sesenta, su historia en el Partido Nazi y su apariciones agresivas contra los medios de comunicación, especialmente en la televisión (el New York Times lo describió como una "caricatura de un capitalista feo"), hicieron de Schleyer el enemigo ideal de los participantes del movimiento estudiantil de 1968. Una novela alemana de bolsillo de 1974, de Bernt Engelmann, titulada Großes Bundesverdienstkreuz refiere a Schleyer como la figura clave de la red de conservadores para llevar a Helmut Kohl y Kurt Biedenkopf al poder en el Gobierno Federal alemán en Bonn.

### Secuestro y asesinato

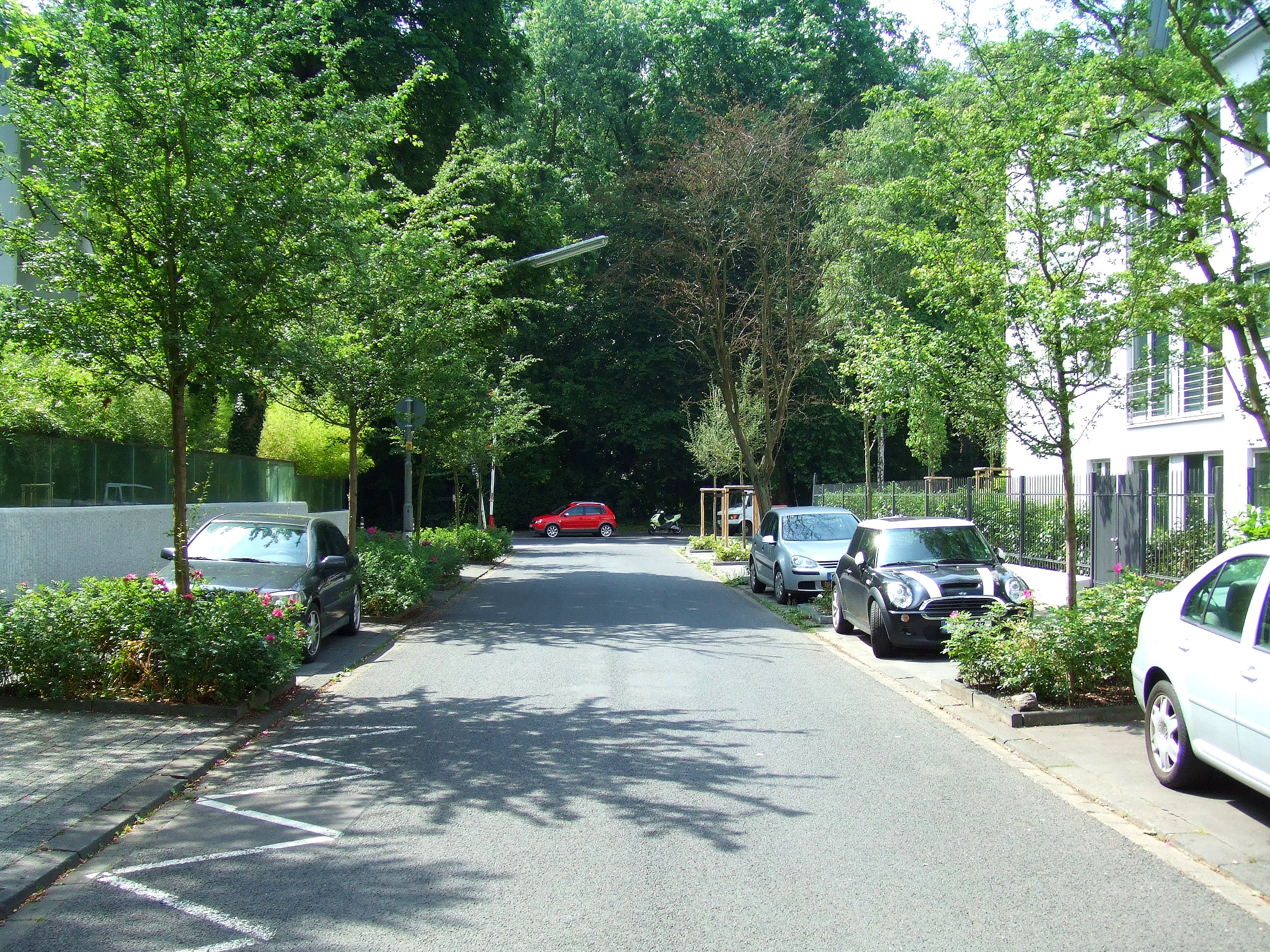
La calle Vincezstrasse donde fue secuestrado Schleyer.

Schleyer fue secuestrado el 5 de septiembre de 1977 por la Fracción del Ejército Rojo (RAF), también conocidos como la Banda Baader-Meinhof, en Colonia. Su secuestro fue planificado por Siegfried Haag, pero éste fue arrestado en 1976, pasando en reemplazo a la jefatura del grupo Brigitte Mohnhaupt, quien ordenó la operación, la cual dará inicio al tristemente célebre "Otoño Alemán". El vehículo de Schleyer fue interceptado en la calle Vincezstraße al dar la vuelta a la cuadra para llegar a su residencia, cuando un vehículo entró a la calle en retroceso chocando el Mercedes Benz del industrial, de inmediato el automóvil de los escoltas chocó contra el del industrial, en la acera izquierda, la terrorista Sieglinde Hofmann empujaba un coche de bebé, de donde sacó un fusil, desde el otro lado, los terroristas Peter-Jürgen Boock, Stefan Wisniewski y Willi-Peter Stoll atacaron a los escoltas y al chofer con fuego de fusiles y ametralladoras matando a todos excepto al industrial. La RAF trató de extorsionar al Gobierno Federal Alemán para que liberara a varios miembros del grupo a cambio de la vida de Schleyer.
Schleyer fue escondido en un apartamento en Erftstadt en (Liblar) cerca de Colonia. Después fue pasado a través de la frontera con los Países Bajos, y posteriormente movido a Bruselas, donde estuvo la mayor parte de su cautiverio. La policía alemana estuvo muy cerca del rastro de Schleyer, pero debido a falta de informaciones internas del grupo no pudo rescatarlo. Varios oficiales de policía estaban convencidos de que Schleyer estaba en un apartamento cerca de una autopista. Un investigador policial llegó a tocar la puerta del apartamento donde estaba pero esta información no fue tomada en serio en el centro de crisis de la Policía Federal. 
Después de 43 días, el Gobierno alemán no accedió a las demandas de los secuestradores. El 18 de octubre la unidad antiterrorista GSG 9 finalizó el secuestro de un comando palestino del Vuelo 181 de Lufthansa, que había sido secuestrado en apoyo de la RAF y como una medida de presión extra hacia el Gobierno alemán. Al día siguiente, los dirigentes de la RAF Andreas Baader, Gudrun Ensslin y Jan-Carl Raspe fueron encontrados muertos en sus celdas. Irmgard Möller resultó seriamente herida pero sobrevivió. Después que los secuestradores de Schleyer tuvieran conocimiento de la muerte de sus camaradas muertos en prisión, Schleyer fue llevado de Bruselas el 18 de octubre de 1977, y lo mataron a tiros en la carretera hacia Mulhouse en Francia, donde su cuerpo fue dejado en la maleta de un Audi 100 de color verde, en la calle Charles Péguy. 
Después los secuestradores telefonearon la localización del Audi a la oficina de la Deutsche Presse-Agentur en Stuttgart. El cuerpo de Schleyer fue recuperado el 19 de octubre.
El 9 de septiembre de 2007, el antiguo miembro de la RAF, Peter-Jürgen Boock mencionó que los miembros de la RAF, Rolf Heissler y Stefan Wisniewski fueron responsables del asesinato directo de Schleyer. La viuda de Schleyer, Waltrude Schleyer, hizo una campaña activa contra la clemencia judicial a los secuestradores y a otros miembros de la RAF.